# Homochlodes immersata
Homochlodes immersata är en fjärilsart som beskrevs av Walker 1862. Homochlodes immersata ingår i släktet Homochlodes och familjen mätare. Inga underarter finns listade i Catalogue of Life.